# ヘキサカルボニルモリブデン
ヘキサカルボニルモリブデン(Molybdenum hexacarbonyl)は、化学式Mo(CO)6の無機化合物である。無色の固体で、クロム、タングステン、シーボーギウムのアナログと同様に、酸化状態0で揮発性を持つ、空気中で安定な金属誘導体として特筆すべきものである。

## 構造と性質
Mo(CO)6は、棒状の6つのCO配位子が中央のモリブデン原子から放射状に配置された八面体形分子構造を取る。「有機金属」化合物について、化学界の中で若干の意見の不一致があるが、通常、有機金属と言えば、M-C結合を介して、C-H結合を持つ有機部分と直接結合する金属原子の存在を必要とする。
多くの金属カルボニルと同様に、Mo(CO)6は、通常、一酸化炭素の雰囲気中でハロゲン化金属の還元を伴う「還元的カルボニル化」により合成される。2023年の調査では、「第6族元素のヘキサカルボニルの最も費用対効果の高い合成経路は、一酸化炭素の雰囲気中でのマグネシウム、亜鉛、アルミニウムの粉末による金属塩化物（CrCl3、MoCl5、WCl6）の還元に基づくものである」と記載された。

## 天然での生成
Mo(CO)6は、最終処分場や生活排水の植物から検出されている。還元的、嫌気的な環境がMo(CO)6の生成を助長する。

## 無機化学及び有機金属研究
Mo(CO)6は、学術研究において良く用いられる試薬である。
1つまたはそれ以上のCO配位子が他の配位子で置き換えられる。Mo(CO)6、[Mo(CO)3(MeCN)3]や関連誘導体は、アルキンメタセシス反応やポーソン・カンド反応等の有機合成の触媒として用いられる。
Mo(CO)6は、2,2'-ビピリジンと反応し、Mo(CO)4(bipy)を与える。Mo(CO)6のテトラヒドロフラン(THF)溶液の紫外線光分解で、Mo(CO)5(THF)を与える。

### [Mo(CO)4(piperidine)2]
Mo(CO)6とピぺリジンとの熱反応により、Mo(CO)4(piperidine)2が与えられる。黄色の化合物で、2つのピぺリジン配位子は不安定であり、そのため温和な条件下で他の配位子を導入することが可能となる。例えば、沸騰ジクロロメタン中、[Mo(CO)4(piperidine)2]とトリフェニルホスフィンの反応で、cis-[Mo(CO)4(PPh3)2]が与えられる。このcis-錯体は、トルエン中でtrans-[Mo(CO)4(PPh3)2]に異性化する。

### [Mo(CO)3(MeCN)3]
Mo(CO)6は、tris(acetonitrile)誘導体に変換することもできる。この化合物は"Mo(CO)3"源としても用いることができる。例えば、塩化アリルでの処理で[MoCl(allyl)(CO)2(MeCN)2]を与え、一方、スコルピオネート配位子やシクロペンタジエニルナトリウムでの処理により、各々[MoTp(CO)3]−や[MoCp(CO)3]−を与える。これらのアニオンは、様々な求電子剤と反応する。関連するMo(CO)3源には、w:cycloheptatrienemolybdenum tricarbonylがある。

### Mo原子源
Mo(CO)6は、電子ビームにより容易に蒸発、分解してMo原子を供給するため、電子ビーム誘起蒸着に広く用いられる。

## 安全性と取扱い
全ての金属カルボニルと同様、Mo(CO)6は、一酸化炭素や金属蒸気の危険な発生源となる。

## 関連文献
- Marradi, M. (2005). “Synlett Spotlight 119: Molybdenum Hexacarbonyl [Mo(CO)6]”. Synlett 2005 (7):  1195–1196. doi:10.1055/s-2005-865206.
- Feldmann, J.; Cullen, W. R. (1997). “Occurrence of Volatile Transition Metal Compounds in Landfill Gas: Synthesis of Molybdenum and Tungsten Carbonyls in the Environment”. Environ. Sci. Technol. 31 (7):  2125–2129. Bibcode: 1997EnST...31.2125F. doi:10.1021/es960952y.
- Feldmann, J.; Grümping, R.; Hirner, A. V. (1994). “Determination of Volatile Metal and Metalloid Compounds in Gases from Domestic Waste Deposits with GC/ICP-MS”. Fresenius' J. Anal. Chem. 350 (4–5):  228–234. doi:10.1007/BF00322474.